# Kat Dennings
Katherine Victoria Litwack, művésznevén Kat Dennings (Philadelphia, 1986. június 13. –) amerikai színésznő.
Színésznőként a HBO Szex és New York című sorozatának egyik epizódjában debütált, de feltűnt a Vészhelyzet néhány epizódjában is (2004). Ezt követően olyan filmekben szerepelt, mint a 40 éves szűz (2005), a Gagyi mami 2. (2006), a Charlie Bartlett (2007), A házinyuszi (2008), a Dalok ismerkedéshez (2008), a Defendor – A véderő (2009), a Thor (2011) és a Thor: Sötét világ (2013).
2011 és 2017 között Beth Behrsszel együtt a CBS Az élet csajos oldala című szituációs komédiájának volt a főszereplője.

## Gyermekkora és tanulmányai
Az Egyesült Államokbeli Philadelphiához közel, Bryn Mawr területén, Pennsylvania államban született, zsidó felmenőkkel rendelkező családban. Szülei Judith Litwack és Gerald J. Litwack. Négy idősebb testvére van. Otthon nevelkedett, általános iskolába mindössze fél napot járt. Igen korán, 14 évesen fejezte be a középiskolát. Szüleivel Los Angelesbe költözött, hogy ott kezdhessen színészi tanulmányokba (bár szülei ezt nem tartották jó ötletnek). Itt vette fel a „Dennings” művésznevet.[forrás?]

## Pályafutása

### Televízió
Tízévesen kezdte televíziós karrierjét, eleinte csak reklámokban szerepelt – első szereplése egy chipsreklámban volt. Első sorozatbeli szerepét 2000-ben kapta a Szex és New York harmadik évadjának egy epizódjában. Ezután feltűnt a rövid életű Raising Dad-ben és a 2002-es a Szellemcsapat című Disney-filmben. A továbbiakban vendégszerepelt többek között a CSI: New York-i helyszínelők második évadjának hetedik, Miamitól Manhattanig című epizódjában. 2011-től 2017-ig Az élet csajos oldala című romantikus sorozatban láthatták a nézők.

### Film
Első filmes szereplése a 2004-es Sztár születik című Hilary Duff-filmben volt, ahol egy zongoristalányt játszott. 2005-ben szerepelt a 40 éves szűz és a San Fernando völgye című filmekben. A Martin Lawrence főszereplésével készült 2006-os Gagyi mami 2.-ben egy lázadó tinédzserlány szerepében tűnt fel. 2007-ben már nagyobb szerepet kapott a Charlie Bartlettben (Anton Yelchin és Robert Downey Jr. főszereplésével), melyben a címszereplő szerelmét és az igazgató lányát alakítja. 2008-ban olyan filmekben tűnt fel, mint A házinyuszi és a Dalok ismerkedéshez (ez utóbbi alakításáért Satellite-díjra is jelölték). 2009-ben A mindenttudó és a Csodakavics, illetve a Defendor – A véderő című filmekben vállalt szerepet, 2010-ben pedig a Szerelmi háromszög című filmben játszott. 2011-ben kapta meg eddigi legemlékezetesebb szerepét, mint a Thor című Marvel-film Darcy Lewis-a, aki Natalie Portman segédjeként van jelen. 2012-ben az Írd a karjára: Szeretnek! című film címszereplőjét alakította, amiért számos díjra jelölték. Még abban az évben bejelentették, hogy a Thor 2013-ban megjelenő folytatásában, a Sötét világban visszatér Darcy Lewis szerepében.

## Magánélete
2001 óta ír blogbejegyzéseket. Egy interjúban elmondta, hogy a zsidó vallás fontos számára mint történelmi vallás, viszont "nem része az életének". Saját bevallása szerint nem iszik és nem dohányzik és nem szeret olyan emberekkel együtt lenni, akik így tesznek.[forrás?]

## Filmográfia

### Film
| Év   | Magyar cím                    | Eredeti cím                        | Szerep                              | Magyar hang        |
| ---- | ----------------------------- | ---------------------------------- | ----------------------------------- | ------------------ |
| 2004 | Sztár születik                | Raise Your Voice                   | Sloane                              | Mészáros Szilvia   |
| 2005 | San Fernando völgye           | Down in the Valley                 | April                               | Csuha Bori         |
| 2005 | 40 éves szűz                  | The 40-Year-Old Virgin             | Marla Piedmont                      | Hámori Gabriella   |
| 2005 | London                        | London                             | Lilly                               |                    |
| 2006 | Gagyi mami 2.                 | Big Momma's House 2                | Molly Fuller                        | Bogdányi Titanilla |
| 2007 | Charlie Bartlett              | Charlie Bartlett                   | Susan Gardner                       | Molnár Ilona       |
| 2008 | A házinyuszi                  | The House Bunny                    | Mona                                | Csuja Fanni        |
| 2008 | Dalok ismerkedéshez           | Nick and Norah's Infinite Playlist | Norah Silverberg                    | Zsigmond Tamara    |
| 2009 | A mindenttudó                 | The Answer Man                     | Dahlia                              | Soltész Bözse      |
| 2009 | Csodakavics                   | Shorts                             | Stacey Thompson                     | Csuha Bori         |
| 2009 | Defendor – A véderő           | Defendor                           | Katerina "Kat" Debrofkowitz / Angel | Bogdányi Titanilla |
| 2010 | Szerelmi háromszög            | Daydream Nation                    | Caroline Wexler                     | Bogdányi Titanilla |
| 2011 | Thor                          | Thor                               | Darcy Lewis                         | Csondor Kata       |
| 2012 | Írd a karjára: Szeretnek!     | To Write Love on Her Arms          | Renee Yohe                          | Törőcsik Franciska |
| 2013 | Thor: Sötét világ             | Thor: The Dark World               | Darcy Lewis                         | Csondor Kata       |
| 2014 |                               | Suburban Gothic                    | Becca                               |                    |
| 2015 |                               | Hollywood Adventures               | önmaga (cameo)                      |                    |
| 2020 |                               | Friendsgiving                      | Abby                                |                    |
| 2022 | Thor: Szerelem és mennydörgés | Thor: Love and Thunder             | Darcy Lewis (cameo)                 | Csifó Dorina       |

### Televízió
| Év        | Magyar cím                          | Eredeti cím                    | Szerep                        | Megjegyzések                                                             |
| --------- | ----------------------------------- | ------------------------------ | ----------------------------- | ------------------------------------------------------------------------ |
| 2000      | Szex és New York                    | Sex and the City               | Jenny Brier                   | 1 epizód                                                                 |
| 2001–2002 |                                     | Raising Dad                    | Sarah Stewart                 | főszereplő (22 epizód)                                                   |
| 2002      | Szellemcsapat                       | The Scream Team                | Claire Carlyle                | tévéfilm                                                                 |
| 2003      | Nyomtalanul                         | Without a Trace                | Jennifer Norton               | 1 epizód                                                                 |
| 2003      |                                     | Less than Perfect              | Kaitlin                       | 1 epizód                                                                 |
| 2004      | CSI: A helyszínelők                 | CSI: Crime Scene Investigation | Missy Wilson                  | 1 epizód                                                                 |
| 2005      |                                     | Clubhouse                      | Angela                        | 1 epizód                                                                 |
| 2005      | CSI: New York-i helyszínelők        | CSI: NY                        | Sarah Endecott                | 1 epizód                                                                 |
| 2005–2006 | Vészhelyzet                         | ER                             | Zoe Butler                    | 5 epizód                                                                 |
| 2009–2010 | Amerikai fater                      | American Dad!                  | Tanqueray / női bíró (hangja) | 2 epizód                                                                 |
| 2011–2017 | Az élet csajos oldala               | 2 Broke Girls                  | Max George Black              | - főszereplő (137 epizód) - magyar hangja: - Németh Borbála - Tarr Judit |
| 2012      | Robotcsirke                         | Robot Chicken                  | több szereplő hangja          | 1 epizód                                                                 |
| 2014      | 40. People's Choice Awards díjátadó | 40th People's Choice Awards    | önmaga (házigazda)            |                                                                          |
| 2014      | Híradósok                           | The Newsroom                   | Blair Lansing                 | 1 epizód                                                                 |
| 2014      | Szezám utca                         | Sesame Street                  | önmaga                        | 1 epizód                                                                 |
| 2015      | RuPaul – Drag Queen leszek!         | RuPaul's Drag Race             | önmaga                        | vendég zsűritag (1 epizód)                                               |
| 2015–2018 | Tömény történelem                   | Drunk History                  | több szerep                   | 3 epizód                                                                 |
| 2017      | A Simpson család                    | The Simpsons                   | Valerie (hangja)              | 1 epizód                                                                 |
| 2017–2019 | Hormonokkal túlfűtve                | Big Mouth                      | Leah Birch (hangja)           | 9 epizód                                                                 |
| 2018      |                                     | Dallas & Robo                  | Dallas (hangja)               | - főszereplő (8 epizód) - producer                                       |
| 2019–     |                                     | Dollface                       | Jules                         | főszereplő és vezető producer                                            |
| 2021      | WandaVízió                          | WandaVision                    | Darcy Lewis                   | - főszereplő - magyar hangja: - Csifó Dorina                             |
| 2021      | Marvel Studios: Betekintés          | Marvel Studios: Assembled      | önmaga                        | 1 epizód                                                                 |
| 2021–2024 | Mi lenne, ha…?                      | What If...?                    | Darcy Lewis                   | - 3 epizód - magyar hangja: - Csifó Dorina                               |

## Fordítás
- Ez a szócikk részben vagy egészben  a   Kat Dennings című angol Wikipédia-szócikk fordításán alapul.  Az eredeti cikk szerkesztőit annak laptörténete sorolja fel. Ez a jelzés csupán a megfogalmazás eredetét és a szerzői jogokat jelzi, nem szolgál a cikkben szereplő információk forrásmegjelöléseként.